# Annals of Botany. Oxford
Annals of Botany. Oxford (abreviado Ann. Bot. (Oxford)) es una revista ilustrada con descripciones botánicas que es editada por la Oxford University Press desde 1887. Se publicaron 59 números  en los años 1887 - 1936 y desde 1937 hasta ahora.